# Oliva Armayor
Oliva Armayor González (Caleao, 1924 - Oviedo, 15 de mayo de 2021) fue una maestra y escritora española.

## Trayectoria
Nació en 1924 en una parroquia del concejo asturiano de Caso llamado Caleao. Estudió en la Facultad de Filosofía y Letras de la Universidad Central de Madrid. Como alumna de este centro, estudió en el Archivo Histórico Nacional de Madrid.
En enero de 1942, se convirtió en maestra nacional de España. Ejerció como profesora de Literatura en Asturias y más tarde en Madrid, hasta que se jubiló. Su nombre fue incluido en un expediente de depuración.
Se interesó por las tradiciones y formas de vida de su región natal, y escribió una serie de publicaciones sobre el concejo de Caso en Asturias, que fueron publicadas por el Instituto de Estudios Asturianos. Además, tradujo el manuscrito Privilegio de Casu, un documento otorgado por el rey Juan II sobre el nacimiento de Caso en 1447,  que previamente Armayor había logrado rescatar de entre los escombros del ayuntamiento de Caso, que había sido destruido durante la guerra civil española.
Ha publicado otras obras, como Del folklore de Caso en 1957 y, dos años después, El Evangelio de San Mateo traducido al bable.

## Reconocimientos
En 2020, Armayor fue incluida dentro del proyecto impulsado por la Subdirección General de Archivos Estatales entre 2020 y 2023, “Mujeres Investigadoras en los Archivos Estatales (1900-1970)” en el Portal de Archivos Españoles (PARES).